# ヌビア砂漠

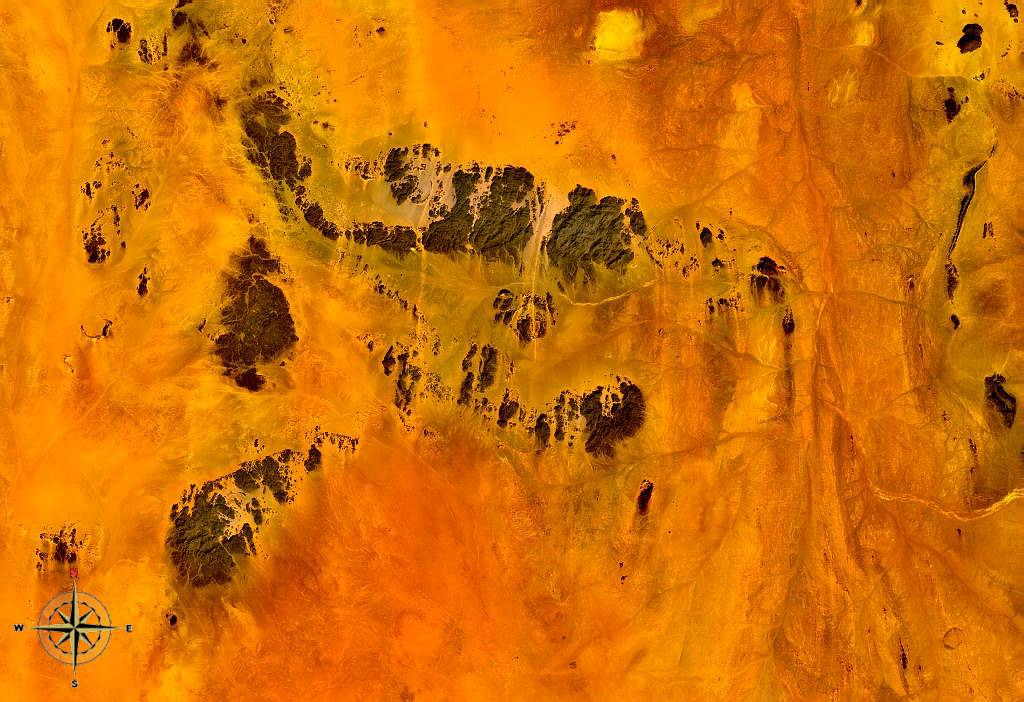
ヌビア砂漠の衛星写真（NASA）

ヌビア砂漠（英語: Nubian Desert）は、アフリカ大陸スーダンの北東部の乾燥地帯。ナイル川の東から紅海に至る砂漠である。東西約700km、南北約300km。大部分は平坦な岩石砂漠で、ほとんど人は住んでいない。北西端のワディ・ハルファから中央南部のアブー・ハメドまで鉄道が横断する。紅海沿岸部には標高2,000mを越えるエトバイ山脈が連なり、内陸との行き来が限られる。大部分が砂岩の丘陵地で、エトバイ山脈から発するワジの浸食を受ける。